# Ramon Padró i Pijoan
Ramon Padró i Pijoan (Cervera, 1809 – Sant Feliu de Llobregat, 1876) va ser un escultor català.
Nascut a Cervera, va ser fill del també escultor Tomàs Padró i Marot i de Maria Anna Pijoan; casat amb Antònia Pedret, va ser al seu torn pare del pintor Ramon Padró i Pedret i el dibuixant Tomàs Padró. L'any 1844 es va traslladar de Manresa a Barcelona per estudiar a l'Escola de Nobles Arts, on va ser deixeble predilecte de Damià Campeny.
Tenia el taller en la plaça dels Traginers de Barcelona en el 1848. La seva especialitat va ésser la imatgeria religiosa, destacant-hi en els Sants Cristos, que feia de fusta de llimoner que no es corca. D'ell és una Pietat per un oratori particular, un àngel del cambril de Montserrat, un Sant Rafael i un Sant Pere de l'església de l'Ensenyança de Barcelona. Va prendre part en la decoració dels pòrtics d'en Xifré i en la façana de la part nova de la Casa de la Ciutat. Se li atribueixen uns grups de terracota del jardí de l'Ateneu Barcelonès, i també es va dedicar a l'art de la pintura.
Va ser acadèmic de mèrit a l'Escola de Belles Arts de Barcelona.

## Una nissaga d'escultors
«La família Padró exercint l'art de l'imaginaire és de les més nombroses en aquesta ciutat...»
| Jaume Padró i Cots | Jaume Padró i Cots | Jaume Padró i Cots | Jaume Padró i Cots | Jaume Padró i Cots | Jaume Padró i Cots |                     |                     |                     |                     |                     |                     | Ramona Marot         | Ramona Marot         | Ramona Marot         | Ramona Marot         | Ramona Marot         | Ramona Marot         |                      |                      |                   |                   |                      |                      |                      |                      |                      |                      |                |                |  |  |
| Jaume Padró i Cots | Jaume Padró i Cots | Jaume Padró i Cots | Jaume Padró i Cots | Jaume Padró i Cots | Jaume Padró i Cots |                     |                     |                     |                     |                     |                     | Ramona Marot         | Ramona Marot         | Ramona Marot         | Ramona Marot         | Ramona Marot         | Ramona Marot         |                      |                      |                   |                   |                      |                      |                      |                      |                      |                      |                |                |  |  |
|                    |                    |                    |                    |                    |                    |                     |                     |                     |                     |                     |                     |                      |                      |                      |                      |                      |                      |                      |                      |                   |                   |                      |                      |                      |                      |                      |                      |                |                |  |  |
|                    |                    |                    |                    |                    |                    | Tomàs Padró i Marot | Tomàs Padró i Marot | Tomàs Padró i Marot | Tomàs Padró i Marot | Tomàs Padró i Marot | Tomàs Padró i Marot |                      |                      |                      |                      |                      |                      | Maria Anna Pijoan    | Maria Anna Pijoan    | Maria Anna Pijoan | Maria Anna Pijoan | Maria Anna Pijoan    | Maria Anna Pijoan    |                      |                      |                      |                      |                |                |  |  |
|                    |                    |                    |                    |                    |                    | Tomàs Padró i Marot | Tomàs Padró i Marot | Tomàs Padró i Marot | Tomàs Padró i Marot | Tomàs Padró i Marot | Tomàs Padró i Marot |                      |                      |                      |                      |                      |                      | Maria Anna Pijoan    | Maria Anna Pijoan    | Maria Anna Pijoan | Maria Anna Pijoan | Maria Anna Pijoan    | Maria Anna Pijoan    |                      |                      |                      |                      |                |                |  |  |
|                    |                    |                    |                    |                    |                    |                     |                     |                     |                     |                     |                     |                      |                      |                      |                      |                      |                      |                      |                      |                   |                   |                      |                      |                      |                      |                      |                      |                |                |  |  |
|                    |                    |                    |                    |                    |                    |                     |                     |                     |                     |                     |                     | Ramon Padró i Pijoan | Ramon Padró i Pijoan | Ramon Padró i Pijoan | Ramon Padró i Pijoan | Ramon Padró i Pijoan | Ramon Padró i Pijoan |                      |                      |                   |                   |                      |                      | Antònia Pedret       | Antònia Pedret       | Antònia Pedret       | Antònia Pedret       | Antònia Pedret | Antònia Pedret |  |  |
|                    |                    |                    |                    |                    |                    |                     |                     |                     |                     |                     |                     | Ramon Padró i Pijoan | Ramon Padró i Pijoan | Ramon Padró i Pijoan | Ramon Padró i Pijoan | Ramon Padró i Pijoan | Ramon Padró i Pijoan |                      |                      |                   |                   |                      |                      | Antònia Pedret       | Antònia Pedret       | Antònia Pedret       | Antònia Pedret       | Antònia Pedret | Antònia Pedret |  |  |
|                    |                    |                    |                    |                    |                    |                     |                     |                     |                     |                     |                     |                      |                      |                      |                      |                      |                      |                      |                      |                   |                   |                      |                      |                      |                      |                      |                      |                |                |  |  |
|                    |                    |                    |                    |                    |                    |                     |                     |                     |                     |                     |                     |                      |                      |                      |                      |                      |                      |                      |                      |                   |                   |                      |                      |                      |                      |                      |                      |                |                |  |  |
|                    |                    |                    |                    |                    |                    |                     |                     |                     |                     |                     |                     |                      |                      |                      |                      |                      |                      |                      |                      |                   |                   |                      |                      |                      |                      |                      |                      |                |                |  |  |
|                    |                    |                    |                    |                    |                    |                     |                     |                     |                     |                     |                     |                      |                      | Ramon Padró i Pedret | Ramon Padró i Pedret | Ramon Padró i Pedret | Ramon Padró i Pedret | Ramon Padró i Pedret | Ramon Padró i Pedret |                   |                   | Tomàs Padró i Pedret | Tomàs Padró i Pedret | Tomàs Padró i Pedret | Tomàs Padró i Pedret | Tomàs Padró i Pedret | Tomàs Padró i Pedret |                |                |  |  |